# Rubintos
A Rubintos egy hazai nemesítésű vörösborszőlő fajta. Kozma Pál és Tusnádi József állította elő a Kadarka és a Kékfrankos fajták keresztezésével.

## Leírása
Sötétzöld, nagy bőrszerű, szívós szövetű levelei tompa fényűek. A levél szélén a fűrészes fogak sárga pontban végződnek.
Fürtje nagy, ágas, tömött. Kékesfekete bogyói hamvasak. Bőtermő, szeptember második felében szüretelhető.
Fagytűrő képessége, rothadás ellenállósága közepes.
Bora színanyagban gazdag , fűszeres zamatú, esetenként kemény.
Nem elterjedt fajta, a soproni, kunsági egri borvidéken ültetvényes fajta, dombvidéki borvidékeinkre javasolt telepítése.

## Külső hivatkozások
- Soproni bor.lap.hu - linkgyűjtemény